# Djoser
Djoser, Djosci ou Geser foi o segundo (ou o primeiro) faraó da Terceira Dinastia do Império Antigo. Também conhecido como Neterquete, reinou durante quase duas décadas. Foi responsável pela construção do primeiro edifício monumental em pedra do mundo, a Pirâmide de Degraus em Sacará (cidade dos mortos, na margem esquerda do Nilo), idealizada pelo seu arquiteto Imhotep. Até então, os governantes eram sepultados em Abidos, nas mastabas — uma construção retangular de apenas um piso. Pela construção da pirâmide de degraus de Sacará, sugere-se que durante seu reinado, o Egito era politicamente estável e com uma economia bem sucedida. Djoser compreendia a fragilidade teológica de um imortal que morria e concebeu o derradeiro simbolo dos reis egípcios - a pirâmide - do rei Khufu, com 137 metros de altura, construída por volta de 2550 a.C., foi o edifício mais alto do mundo até a catedral de Colônia, na Alemanha, em 1880.
A sede do poder mudou-se, com este faraó, para Mênfis.
Sua mãe foi esposa de Quenerés, e provavelmente era filha de um nobre governante das "Muralhas Brancas"; era costume os monarcas casarem-se com as filhas dos governadores e casar as filhas dos monarcas com os filhos dos governadores.
Djoser continuou desenvolvendo as minas de cobre do Sinai, e fez guerras na fronteira sul, estendendo seus domínios até a primeira catarata.
Houve significativo debate sobre a datação dos reinos da Velha Dinastia, mas um extensivo trabalho usando análise por carbono-14 indica que o reino de Djoser começou entre 2691 e 2625 AEC.